# PostBQP
Em teoria da complexidade computacional, PostBQP é uma classe de complexidade que consiste de todos os problemas computacionais  solúveis em tempo polinomial em uma Máquina de Turing quântica com pós-seleção e erro limitado (no sentido de que o algoritmo é correto ao menos em 2/3 das vezes para todas as entradas).
Pós-seleção não é considerada uma funcionalidade que um computador realístico (mesmo um quântico) iria conter, mas ainda assim, máquinas pós-seletivas são interessantes sob uma perspectiva teórica.
Remover qualquer uma dessas duas funcionalidades (quanticidade e pós-seleção) de PostBQP resulta em uma das duas seguintes classes, sendo as duas subclasses de  PostBQP:
- BQP é a mesma que PostBQP apenas sem pós-seleção
- BPPpath é a mesma que PostBPP exceto que ao invés de quântico, o algoritmo é randômico clássico (com pós-seleção)[1]

Adicionar pós-seleção parece fazer com que Máquinas de Turing Quântica fiquem muito mais poderosas: Scott Aaronson provou que PostBQP é equivalente a PP, uma classe que se acredita ser relativamente poderosa, enquanto que BQP não se sabe se até mesmo contém a classe aparentemente menor NP. Utilizando técnicas similares, Aaronson também provou que pequenas mudanças nas leis da computação quântica teriam efeitos significativos. Como exemplos específicos, sob quaisquer das duas seguintes mudanças, a "nova" versão de BQP se tornaria equivalente a PP:
- se nós ampliarmos a definição de 'porta quântica' para incluir não apenas operações unárias mas também operações lineares, ou
- se a probabilidade de medição de um estado base {\displaystyle |x\rangle } for proporcional a  {\displaystyle |\alpha _{x}|^{p}} no lugar de  {\displaystyle |\alpha _{x}|^{2}} para qualquer inteiro ímpar p > 2.

## Propriedades Básicas
Para descrever algumas das propriedades de PostBQP fixamos uma maneira de descrever pós-seleção quântica. Defina um algoritmo quântico como sendo uma família de circuitos quânticos (especificamente, uma  família uniforme de circuitos). Designamos um qubit como o qubit de pós-seleção P e outro como qubit de saída Q. Então PostBQP é definida pela pós-seleção sobre o evento em que o qubit de pós-seleção é  |1>. Explicitamente, uma linguagem L está em PostBQP se existe um algoritmo quântico A tal que após rodar A sobre a entrada x e avaliando os dois qubits P e  Q,
- P = 1 com probabilidade diferente de zero
- se a entrada x esta em L então Pr[Q = 1|P = 1] ≥ 2/3
- se a entrada x não esta em L então Pr[Q = 0|P = 1] ≥ 2/3.

Pode se provar que permitir um único passo pós-seletivo no final do algoritmo (como descrito acima) ou permitir intermediar passos pós-seletivos durante o algoritmo são equivalentes.
Aqui estão as três propriedades básicas de PostBQP (que também são garantidas para BQP através de provas similares):
1. PostBQP é fechada sobre complemento. Dada uma linguagem L é PostBQP e uma família de circuito decisora correspondente, criar uma nova família de circuito por troca do saída qubit após medição, então, a nova família de circuito prova que o complemento de L esta em  PostBQP.
2. Você pode realizar a amplificação de probabilidade em  PostBQP. A definição de PostBQP não é modificada se nós substituirmos o valor 2/3 em sua definição por alguma outra constante estritamente 1/2 e 1. Como exemplo, dado um algoritmo PostBQP A com probabilidade de sucesso 2/3, nós podemos construir outro algoritmo que executa três independente cópias de A, resultando um bit pós-seletivo  equivalente à conjunção lógica dos três "mais internos"  , e resultando em um bit resultado equivalente a maioria  dos três "mais internos"; o novo algoritmo será corrigido com probabilidade condicional {\displaystyle (2/3)^{3}+3(1/3)(2/3)^{2}=20/27}, maior que a original 2/3.
3. PostBQP é fechada sobre interseção. Suponha que tenhamos famílias de circuitos PostBQP para duas linguagens L1 e L2, com seus respectivos 'pós-seletivos qubits' e 'saída qubit' P1, P2, Q1, Q2. Nós podemos assumir por probabilística amplificação de que ambas famílias de circuito tem uma probabilidade de sucesso de nó mínimo 5/6. Então, criamos um algoritmo composto onde os circuitos para L1 e L2 são executados independentemente, e nós configuramos P para a conjunção de P1 e P2, e Q para a conjunção de Q1 e  Q2. Não é dificilmente reconhecível um limíte de união que esse algoritmo composto corretamente decide pertinência em {\displaystyle L1\cap L2} com probabilidade  (condicional) de no mínimo 2/3.
Mais genericamente, combinações dessas ideias mostram que  PostBQP é fechado sobre união e reduções à tabelas-verdade BQP.

## PostBQP = PP
Scott Aaronson mostrou que classes de complexidade  PostBQP (limite de erro quântico pós-selecionado em tempo polinomial) e PP (tempo probabilístico polinomial) são equivalentes. O resultado foi significativo pois essa reformulação quântica de PP deu novas ideias e provas simplificadas das propriedades de PP.
A definição comum de uma família de circuitos PostBQP é uma com dois outbit qubits P (pós-seleção) e Q (resultado) com uma única medição de P e Q no final tal que a probabilidade de medição de  P = 1 tem uma probabilidade diferente de zero, a probabilidade condicional  Pr[Q = 1|P = 1] ≥ 2/3 se a entrada x esta na linguagem, e Pr[Q = 0|P = 1] ≥ 2/3 se a entrada x não esta na linguagem. Por razões técnicas nós puxamos a definição de PostBQP como o seguinte: requer-se que  Pr[P = 1] ≥ 2−nc para alguma constante c dependendo da família de circuitos. Perceba que essa mudança não afeta as  propriedades básicas de PostBQP, e também, é possível mostrar demonstrar qualquer computação consistente de barreiras típicas (ex.  Hadamard, Toffoli) tem essa propriedade sempre que  Pr[P = 1] > 0.

## Provando PostBQP⊆PP
Suponhamos que a família de circuitos PostBQP para decidir uma linguagem L. Assume-se que sem perdas de generalidade (ex. ver o propriedades inessenciais dos computadores quânticos) que todas as barreiras tem matrizes de transição que são representadas com números reais, ao custo de adicionar um qubit a mais.
Faça {\displaystyle \Psi } denotar o estado quântico final do circuito antes da medida pós-seleção ser feita. O objetivo geral da prova é construir um algoritmo PP para decidir  L. Mais especificamente é suficiente ter L comparando corretamente a amplitude quadrádica de {\displaystyle \Psi } nos estados com Q = 1, P = 1 para a amplitude quadrádica de {\displaystyle \Psi } nos estados com Q = 0, P = 1 para determinar qual maior. A ideia chave é a de que a comparação dessas amplitudes podem ser transformadas em comparar a probabilidade de aceitação de uma máquina PP com 1/2.

### Visualização Matricial de Algoritmos PostBQP
Sejam n denotando o tamanho da entrada,  B = B(n) denotando o número total de qubits no circuito (entradas, auxiliares, saídas e qubits de pós-seleção), e G = G(n) denotando o número total de portas.
Representando a i-ésima porta por sua matriz de transição  Ai (uma matriz unária real {\displaystyle 2^{B}\times 2^{B}}) e fazendo o estado inicial ser |x> (cercado de zeros). Então {\displaystyle \Psi =A^{G}A^{G-1}\dotsb A^{2}A^{1}|x\rangle }. Definindo S1 (resp. S0) como sendo o conjunto dos estados base correspondendo a P = 1, Q = 1 (resp. P = 1, Q = 0) e definindo as probabilidades
{\displaystyle \pi _{1}:={\text{Pr}}[P=1,Q=1]=\sum _{\omega \in S_{1}}\Psi _{\omega }^{2}}
{\displaystyle \pi _{0}:={\text{Pr}}[P=1,Q=0]=\sum _{\omega \in S_{0}}\Psi _{\omega }^{2}.}
A definição de PostBQP garante que tanto {\displaystyle \pi _{1}\geq 2\pi _{0}} ou {\displaystyle \pi _{0}\geq 2\pi _{1}} quer x esteja em L ou não.
Nossa máquina PP irá comparar {\displaystyle \pi _{1}} e {\displaystyle \pi _{0}}. Para que isso seja feito, expandimos  a definição da matriz de multiplicação:
{\displaystyle \Psi _{\omega }=\sum _{\alpha _{1},\ldots ,\alpha _{G}}A_{\omega ,\alpha _{G}}^{G}A_{\alpha _{G},\alpha _{G-1}}^{G-1}\dotsb A_{\alpha _{3},\alpha _{2}}^{2}A_{\alpha _{2},\alpha _{1}}^{1}x_{\alpha _{1}}}
onde a soma é tomada sobre todas as listas de vetores  {\displaystyle \alpha _{i}} com base G. Agora {\displaystyle \pi _{1}} e {\displaystyle \pi _{0}} podem ser expressas como a soma dos produtos das paridades desses termos. Intuitivamente, nós queremos desenvolver uma máquina cuja probabilidade de aceitação é algo como {\displaystyle {\frac {1}{2}}(1+\pi _{1}-\pi _{0})}, desde que {\displaystyle x\in L} implicaria que a probabilidade de aceitação é {\displaystyle {\frac {1}{2}}(1+\pi _{1}-\pi _{0})>1/2}, enquanto {\displaystyle x\not \in L} implicaria que a probabilidade de aceitação é  {\displaystyle {\frac {1}{2}}(1+\pi _{1}-\pi _{0})<1/2}.

#### Tecnicalidade: podemos assumir entradas das matrizes de transiçãoAisão racionais com denominador2f(n){\displaystyle 2^{f(n)}}para algum polinômiof(n).
A definição de PostBQP nos diz que {\displaystyle \pi _{1}\geq {\frac {2}{3}}(\pi _{0}+\pi _{1})} se x esta em L, e de outra forma {\displaystyle \pi _{0}\geq {\frac {2}{3}}(\pi _{0}+\pi _{1})}. Substituindo todas as entradas de A pela fração mais próxima com denominador {\displaystyle 2^{f(n)}} por um grande polinômio f(n) que nós descrevemos atualmente. O que será utilizado posteriormente é o novo valor  {\displaystyle \pi } satisfazendo {\displaystyle \pi _{1}>{\frac {1}{2}}(\pi _{0}+\pi _{1})} se x esta em L, e {\displaystyle \pi _{0}>{\frac {1}{2}}(\pi _{0}+\pi _{1})} se x não esta em L. Usando o assumido anteriormente tecnicamente e analizando como a 1-norma do estado computacional muda, isso parece ser satisfeito se {\displaystyle (1+2^{-f(n)}2^{B})^{G}-1<{\frac {1}{6}}2^{-n^{c}},} assim claramente existe um f grande suficiente que é polinomial em in n.

### Construindo a Máquina PP
Agora, detalhamos a implementação da nossa máquina PP. Seja {\displaystyle \alpha } denotando a sequência {\displaystyle \{\alpha _{i}\}_{i=1}^{G}} e defina a notação prática
{\displaystyle \Pi (A,\omega ,\alpha ,x):=A_{\omega ,\alpha _{G}}^{G}A_{\alpha _{G},\alpha _{G-1}}^{G-1}\dotsb A_{\alpha _{3},\alpha _{2}}^{2}A_{\alpha _{2},\alpha _{1}}^{1}x_{\alpha _{1}}},
então
{\displaystyle \pi _{1}-\pi _{0}=\sum _{\omega \in S_{1}}\sum _{\alpha ,\alpha '}\Pi (A,\omega ,\alpha ,x)\Pi (A,\omega ,\alpha ',x)-\sum _{\omega \in S_{0}}\sum _{\alpha ,\alpha '}\Pi (A,\omega ,\alpha ,x)\Pi (A,\omega ,\alpha ',x).}
Nós definimos nossa máquina PP para
- tomar um estado base {\displaystyle \omega } uniformemente ao aleatório
- se {\displaystyle \omega \not \in S_{0}\cup S_{1}} então PARE e aceite com probabilidade 1/2, rejeito com probabilidade 1/2
- tome duas sequências {\displaystyle \alpha ,\alpha '} do estado base G uniformemente ao aleatório
- computar {\displaystyle X=\Pi (A,\omega ,\alpha ,x)\Pi (A,\omega ,\alpha ',x)} (que é uma fração com denominador {\displaystyle 2^{2f(n)G(n)}} tal que {\displaystyle -1\leq X\leq 1})
- se {\displaystyle \omega \in S_{1}} então aceite com probabilidade {\displaystyle {\frac {1+X}{2}}} e rejeite com probabilidade {\displaystyle {\frac {1-X}{2}}} (que toma no máximo  2f(n)G(n)+1 jogadas de moeda)
- caso contrário (então {\displaystyle \omega \in S_{0}}) aceite com probabilidade {\displaystyle {\frac {1-X}{2}}} e rejeite com probabilidade {\displaystyle {\frac {1+X}{2}}} (que novamente toma no máximo 2f(n)G(n)+1 jogadas de moeda)

Então é diretamente para computador que essa máquina aceita com probabilidade
{\displaystyle {\frac {1}{2}}+(\pi _{1}-\pi _{0})/(2^{1+B(n)+2B(n)G(n)}),}
então essa é uma máquina PP para a linguagem L, como desejado.

## Provando PP⊆PostBQP
Supõe-se que tenhamos uma máquina PP com complexidade de tempo T:=T(n) sobre a entrada x de tamanho n := |x|. Assim, a máquina joga uma moeda no máximo T vezes  durante a computação. Pode-se então ver a máquina como uma função determinística f (implementada, ex. por um circuito clássico) que toma duas entradas (x, r) onde  r, uma cadeia de caracteres binária de tamanho T, representa o resultado das randômicas jogadas de moeda que são realizadas pelo computador, e o resultado de f é 1 (aceite) ou 0 (rejeite). A definição de PP nos diz que
{\displaystyle x\in L\Leftrightarrow \#\{r\in \{0,1\}^{T}\mid f(x,r)=1\}\geq 2^{T-1}}
Assim, queremos um algoritmo PostBQP que pode determinar se a expressão acima é verdadeira.
Definindo s como sendo o número de cadeias de caracteres randômicas que levam a aceitação,
{\displaystyle s:=\#\{r\in \{0,1\}^{T}\mid f(x,r)=1\}}
e então {\displaystyle 2^{T}-s} é o número de cadeias rejeitadas.
É diretamente argumentar que sem perda de generalidade, {\displaystyle s\not \in \{0,2^{T}/2,2^{T}\}}; para detalhamentos, ver um assunção similar sem perda de similaridade na prova de que PP é fechada sobre complemento.

### Algoritmo de Aaronson
O algoritmo de Aaronson para resolver esse problema é a seguir descrito. For simplicidade, vamos descrever todos os estados quânticos como não-normalizados. Primeiro, prepara-se  o estado {\displaystyle \sum _{x\in \{0,1\}^{T}}|x\rangle |f(x)\rangle }. Segundo, aplica-se porta de Hadamard ao primeiro registrador (cada um dos primeiros qubits T), mede-se o primeiro registrador e pós-seleção nele sendo toda string composta unicamente por zeros. É facilmente verificável que isso deixa o último registrador (o último qubit) no estado residual
{\displaystyle |\psi \rangle :=(2^{T}-s)|0\rangle +s|1\rangle .}
Onde H denota a porta de Hadamard, nós computamos o estado
{\displaystyle H|\psi \rangle =(2^{T}|0\rangle +(2^{T}-2s)|1\rangle )/{\sqrt {2}}}.
Onde {\displaystyle \alpha ,\beta } são números reais positivos a serem escolhidos depois com {\displaystyle \alpha ^{2}+\beta ^{2}=1}, computa-se o estado {\displaystyle \alpha |0\rangle |\psi \rangle +\beta |1\rangle |H\psi \rangle } e mede-se o segundo qubit, pos-selecionando em seu valor sendo igual a 1, o que deixa o primeiro qubit em um estado residual dependendo de {\displaystyle \beta /\alpha } onde denota-se
{\displaystyle |\phi _{\beta /\alpha }\rangle :=\alpha s|0\rangle +{\frac {\beta }{\sqrt {2}}}(2^{T}-2s)|1\rangle }.
Visualizando os estados possíveis de um qubit como um círculo, vê-se que se {\displaystyle s>2^{T-1}}, (isto é se {\displaystyle x\in L}) então {\displaystyle \phi _{\beta /\alpha }} fica no quadrante aberto {\displaystyle Q_{acc}:=(-|1\rangle ,|0\rangle )} enquanto se {\displaystyle s<2^{T-1}}, (isto é se {\displaystyle x\not \in L}) então  {\displaystyle \phi _{\beta /\alpha }} fica no quadrante aberto {\displaystyle Q_{rej}:=(|0\rangle ,|1\rangle )}. De fato, para qualquer x fixado (e seu correspondente s), conforme varia-se a proporção {\displaystyle \beta /\alpha } em {\displaystyle (0,\infty )}, percebe-se que a imagem de  {\displaystyle |\phi _{\beta /\alpha }\rangle } é precisamente o quadrante aberto correspondente. No restante da prova, faz-se precisa a idéia de que nós podemos distinguir entre esses dois quadrantes.

### Análise
Seja {\displaystyle |+\rangle =(|1\rangle +|0\rangle )/{\sqrt {2}}}, que é o centro de {\displaystyle Q_{rej}}, e seja {\displaystyle |-\rangle } ortogonal à {\displaystyle |+\rangle }. Qualquer  qubit em {\displaystyle Q_{acc}}, quando medido nas bases  {\displaystyle \{|+\rangle ,|-\rangle \}}, dado o valor  {\displaystyle |+\rangle } menor que 1/2 do tempo. Por outro lado, se {\displaystyle x\not \in L} e nós tivermos tomado {\displaystyle \beta /\alpha =r^{*}:={\sqrt {2}}s/(2^{T}-2s)} então medindo {\displaystyle |\phi _{\beta /\alpha }\rangle } na base  {\displaystyle \{|+\rangle ,|-\rangle \}} daria o valor  {\displaystyle |+\rangle } todo o tempo. Desde que não seja sabido s também não seja sabido o valor preciso r*, mas pode-se tentar vários (polinomialmente muito) valores diferentes para {\displaystyle \beta /\alpha } buscando conseguir um que seja "próximo" de r*.
Especificamente, perceba {\displaystyle 2^{-T}<r*<2^{T}} e deixe sucetivamente configurar {\displaystyle \beta /\alpha } para qualquer valor da forma {\displaystyle 2^{i}} para {\displaystyle -T\leq i\leq T}. Então os cálculos elementares mostram que para um desses valores de i, a probabilidade de medição de  {\displaystyle |\phi _{2^{i}}\rangle } sobre a base de {\displaystyle \{|+\rangle ,|-\rangle \}} mede {\displaystyle |+\rangle } é ao menos {\displaystyle (3+2{\sqrt {2}})/6\approx 0.971.}
Geralmente, o algoritmo PostBQP é descrito como se segue. Seja k ser uma constante estritamente entre 1/2 e {\displaystyle (3+2{\sqrt {2}})/6}.
Faz-se o seguinte experimento para cada {\displaystyle -T\leq i\leq T}: constói-se e mede-se {\displaystyle |\phi _{2^{i}}\rangle } sobre as bases de {\displaystyle \{|+\rangle ,|-\rangle \}} um total de {\displaystyle C\log T} vezes onde C é uma constante. Se a proporção de  {\displaystyle |+\rangle } medições é maior que k, então rejeite. Se não rejeitar para qualquer i, aceite. Limite de Chernoff então mostra ue para uma constante C universal suficientemente grande, nós classificamos corretamente x com probabilidade de no mínimo 2/3.
Observa-se que esse algoritmo satisfaz a assunção técnica de que a probabilidade de pós-seleção não é muito pequena: cada medição individual de {\displaystyle |\phi _{2^{i}}\rangle } tem uma probabilidade de pós-seleção {\displaystyle 1/2^{O(T)}} e então a probabilidade total é {\displaystyle 1/2^{O(T^{2}\log T)}}.

## Implicações
- Ver Reformulação de PP em computação quântica